# 月刊ドラゴンジュニア
『月刊ドラゴンジュニア』（げっかんドラゴンジュニア）は、富士見書房（当時、角川書店富士見営業部）が1997年から2003年まで発行していた漫画雑誌。雑誌コード13475、通巻73号。

## 概要
『月刊コミックドラゴン』の姉妹誌として1997年7月26日に創刊。コミックドラゴンが富士見ファンタジア文庫から刊行されているライトノベル作品の漫画化が中心であったのに対し『月刊コロコロコミック』（小学館）や『コミックボンボン』（講談社）などのホビー戦略を採り入れた構成になっていた。ブロッコリー関連の連載が多いのも特徴で、現在に至るまで掲載誌を転々と移動している「ギャラクシーエンジェル」（かなん）の連載が開始されたのも本誌である。また、本誌の増刊号として『4コマモンスターちびどら』が2001年に発行されていた。別冊のふろく小冊子として『モンコレドラゴン』が発行されており、モンスターコレクションを中心にテーブルゲーム等のホビー情報を載せていた。
アクエリアンエイジやメイジナイトといったゲームをプレイする題材の連載もされていたのも特徴の一つとしてあげられる。
2003年にコミックドラゴンと統合され『月刊ドラゴンエイジ』となり、同年4月号を以て廃刊。

## 主な連載作品

### ドラゴンエイジへ移行
- キディ・グレイドVS（原作：gimik・GONZO / 作画：ふぢまるありくい）
- ギャラクシーエンジェル（原作：ブロッコリー / 作画：かなん）
- 新・天地無用!魎皇鬼（作画：奥田ひとし）
- スレイヤーズ 水竜王の騎士（原作：神坂一 / 作画：トミイ大塚）
- モンスターコレクション デーモン・ハート（原作：安田均・グループSNE / 作画：西川秀明）

### 本誌で完結
- アクエリアンエイジ 翼の記憶 / 星の系譜（原作：ブロッコリー・中井まれかつ / 作画：八重咲馨）
- あくるちゃんHigh!（原作：ブロッコリー・中井まれかつ / 作画：愁☆一樹）
- あくるちゃんブレイク（原作：ブロッコリー・中井まれかつ / 作画：愁☆一樹）
- あまえんぼーZ（原作：三条陸 / ビジュアライザー：木村貴宏 / 作画：戸橋ことみ）
- 宇宙海賊ミトの大冒険 / 宇宙海賊ミトの大冒険 2人の女王様♥（作画：氏原大輔）
- いきなり!フルメタル・パニック!（原作：賀東招二 / 作画：永井朋裕）
- 〜エーベルージュ伝説〜 トリフェルズ魔法学園初等部（作画：松原あきら）
- おじゃる丸 約束の夏（原案：犬丸りん / 脚本：池田眞美子 / 作画：井原裕士） ※短期集中連載
- CRAZY COOL AGE（原作：いづなよしつね（GONZO） / 作画：三国ハチ）
- ゴクドーくん漫遊記THE Baddest（原作：中村うさぎ / 作画：東田寛子）
- SHADOW SKILL（岡田芽武）
- ジャングルDEいこう!（原作：もりやまゆうじ / 作画：松原あきら） ※読みきり掲載
- スクラップド・プリンセス す・て・プ・リ（原作：榊一郎 / 作画：池田恵）
- スレイヤーズすぺしゃる（原作：神坂一 / 作画：トミイ大塚）
- スレイヤーズぷれみあむ（原作：神坂一 / 作画：トミイ大塚） ※短期集中連載
- セイバーマリオネットJ（原作：あかほりさとる / 作画：琴義弓介）
- 星方天使エンジェルリンクス（原作：伊東岳彦・矢立肇 / 作画：井ノ本リカ子）
- それゆけ!宇宙戦艦ヤマモト・ヨーコ（原作：庄司卓 / 作画：角井陽一）
- それゆけ!宇宙戦艦ヤマモト・ヨーコRemix（原作：庄司卓 / 作画：みよね椎）
- DANCING BLADE かってに桃天使!（原作：桃姫プロジェクト / 作画：うかのみたまじん） ※短期集中連載
- ちっちゃな雪使いシュガー（原作：蒼はるか / 作画：BH SNOW+CLINIC）
- 超球伝説 カプセル・ファイター（共同企画：トミー・ユージン / 原作：猫柳けいた / 作画：刻田門大）
- 超光速グランドール（原作：長谷川勝己 / 作画：ジェネラル渡辺）
- 超常大作戦 U-REPORT（菅野博士）
- 超爆魔道伝スレイヤーズ（原作：神坂一 / 作画：義仲翔子）
- 月の火華流（沢田一）
- でじこ☆あどべんちゃー / でじこ☆あ・ら・もーど（原作：コゲどんぼ / 作画：霧賀ユキ）
- 闘姫神将クインマスター（茜虎徹）
- ヴァンドレッド（原作：もりたけし・GONZO / 作画：茜虎徹）
- フォトン（原作：梶島正樹 / 作画：菅野博士）
- Magical Paradice -どきどき魔法少女 スウィートパッケージ-（原作：TENKY / 作画：こうのゆきよ・思い当たる・ふじもとせい・ひな。・しのざきあきら）
- 魔術士オーフェンはぐれ旅 / 魔術士オーフェンはぐれ旅MAX（原作：秋田禎信 / 作画：沢田一）
- マスターモスキートン（原作：あかほりさとる・ねぎしひろし / 作画：磯俣務）
- マネーアイドルエクスチェンジャー（作画：大倉雅彦）
- 魔法学園LUNAR!（作画：東田寛子）
- 魔法戦士リウイ 紅炎のバスタード（原作：水野良 / 作画：細雪純）
- 魔法使いTai!（原案：佐藤順一 / 作画：紗夢猫）
- マンイーター（原作：吉村夜 / 作画：矢口岳）
- みつめてナイト（原作：レッドカンパニー / 作画：竹浪秀行）
- みれみら MILLENNIUM MIRAGE（原作：バーガー鈴木 / 作画：渡真仁）
- 無敵王トライゼノンファイアー（原作：ガンジス / 作画：二階堂ヒカル）
- 無敵王トライゼノンBLAZE（原作：ガンジス / 作画：せたのりやす）
- メイジナイト ファントムガーディアン（赤坂嘉紀）
- モンコレキッズ（原作：あかほりさとる・長谷川勝己 / 作画：しまんだきよの）
- モンコレモンスターズ（金澤尚子・田中としひさほか）
- リングどき☆どきまんが となりの貞子ちゃん（原作：鈴木光司 / 作画：井原裕士） ※短期集中連載
- 六門天外モンコレナイト（原作：安田均・グループSNE / 作画：西川秀明）
- ロスト・ユニバース（原作：神坂一 / 作画：義仲翔子）
- WILDROSE（C-SHOW）

## カドカワコミックス・ドラゴンJr.
本誌掲載作品の単行本はカドカワコミックス・ドラゴンJr.（カドカワコミックス・ドラゴンジュニア、Kadokawa Comics Dragon Jr.）より刊行されていた。B6判。
本誌が兄弟誌の『月刊コミックドラゴン』と統合され『月刊ドラゴンエイジ』となって以降もレーベル名のみ残る形となった。この名称を引き継いだ背景には『月刊コミックドラゴン』のレーベル・ドラゴンコミックスは基本サイズがA5判であるのに対し、B6判であることからサイズ的に「Jr.」であると言う意味も付加されている。またサイズダウンに伴う低価格化により低年齢層（ジュニア層）にも購入しやすいドラゴンコミックスという意味もある。単行本に付される番号は「KCJ-X-Y」で「X」に作者番号・「Y」にその作者の刊行点数を表していた。
当社は2005年に再分社した後も自社ではコミックスを発売せず角川書店（2007年以降は角川グループパブリッシング）の発売となっていた。しかし2009年12月9日発売分から新レーベル「ドラゴンコミックスエイジ」を創刊し、続刊も全て新レーベルへ移行したことにより「ドラゴンJr.」の名称は名実共に消滅した。